# 双氯西林
双氯西林（Dicloxacillin）是一种半合成的β-内酰胺类抗生素，属于耐酶的半合成青霉素类抗生素，主要治疗由革兰氏阳性菌感染引发的疾病。双氯西林有多种商品名，比如百时美施贵宝生产的双氯西林商品名是“Diclocil”。

## 作用机理
双氯西林是一种半合成的耐酶青霉素类抗生素，属于β-内酰胺类抗生素，结构与苯唑西林（Oxacillin）相似。双氯西林通过抑制革兰氏阳性菌细胞壁的合成起到将其杀灭的效果。从分子层面上说，双氯西林通过与青霉素结合蛋白（PBP）结合，抑制组成细菌细胞壁的肽聚糖合成，达到抑制细菌合成细胞壁的目的。

## 药物代谢
双氯西林主要以未代谢的形式经肾通过尿液排出，在人体内的半衰期大约是20-30分钟。

## 临床
双氯西林主要用于治疗由革兰氏阳性菌感染引发的疾病，使用前需要通过耐药性试验验证细菌有无双氯西林抗药性。
虽然双氯西林是作为一种耐酶青霉素开发的，它也很难被β-内酰胺酶（青霉素酶）分解，但目前还是发现了对双氯西林具有抗性的耐药菌菌株。